# Christopher Denham
Christopher Denham, född 1985 i Blue Island, Illinois, är en amerikansk skådespelare.
Denham har bland annat medverkat i TV-serien Billions från (2017-2018). Han har även medverkat i filmerna Argo från 2012, Shutter Island från 2010 och Oppenheimer från 2023.

## Filmografi (i urval)
- 2010: Shutter Island
- 2012: Argo
- 2017-2018: Billions
- 2021 – Att vara Ricardos
- 2023: Oppenheimer